# Сташевский, Юзеф
Юзеф Сташевский (настоящая фамилия — Галичер; пол. Józef Staszewski; 18 сентября 1887, Тернополь — 5 сентября 1966, Варшава) — польский географ, историк географии, педагог.

## Биография

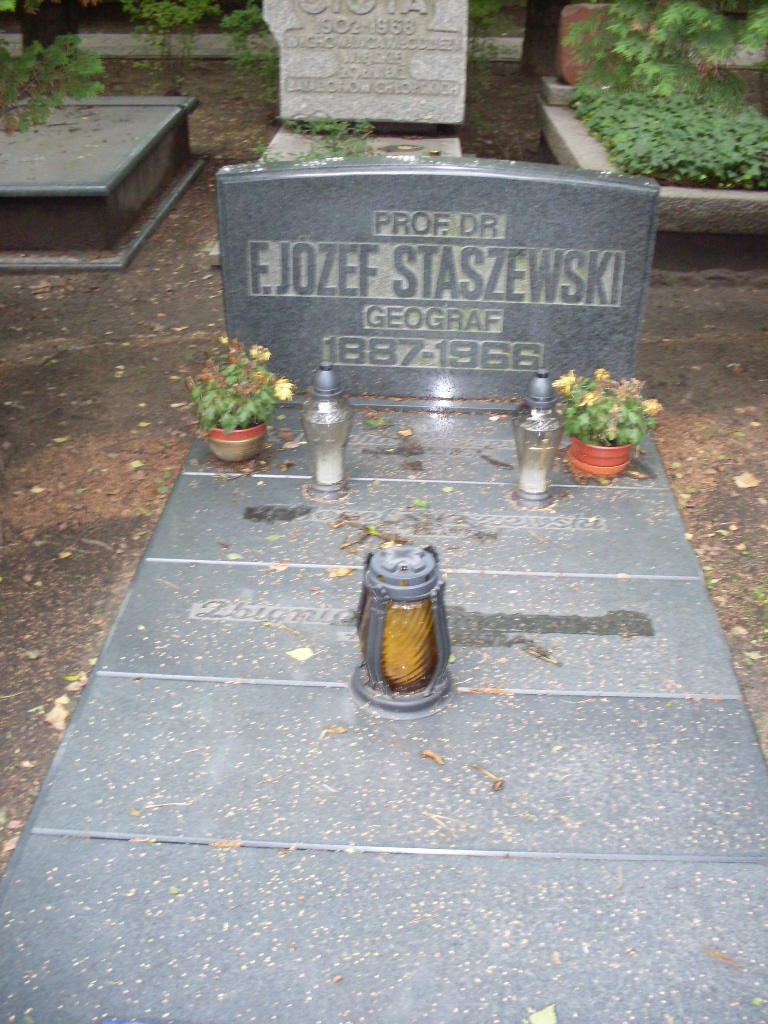
Могила Юзефа Сташевского на военном кладбище в Варшаве

Происходил из бедной еврейской семьи, окончил среднюю школу во Львове, с 1910 года изучал географию и естественные науки в Венском университете. Во время Первой мировой войны был офицером австрийской армии, попал в русский плен, был учителем в польской гимназии в Иркутске, сумел стать участником двух научных экспедиций в Забайкалье и Сибирь. После возвращения из плена — преподаватель географии и естествознания в учебных заведениях Тернополя (1921—1939), в частности во Второй тернопольской гимназии. В 1937 году докторизировался во Львовском университете. Во время Второй мировой войны — узник немецких концлагерей.
С 1945 года жил в Сопоте, работал сначала в Гданьском государственном университете «Педагогиум», а затем в Высшей педагогической школе в Гданьске, руководитель кафедры географии, с 1953 года — руководитель кафедры региональной географии. С 1957 года — доцент, а с 1960 — профессор Высшей педагогической школы в г. Гданьск и Института геологии АН в Варшаве. Основатель Гданьского отделения Польского Географического Общества.
Умер 5 сентября 1966 года в Варшаве, похоронен на Воинских Повонзках в Варшаве.

## Работы
Специалист по физической географии, антропогеографии и истории античной географии. Автор более 100 научных трудов, среди которых:
- «Słownik geograficzny» (1934, несколько переизданий),
- «Geografia fizyczna w liczbach» (1959),
- «Historia nauki o Ziemi w zarysie» (1966).